# Karl Jaspers

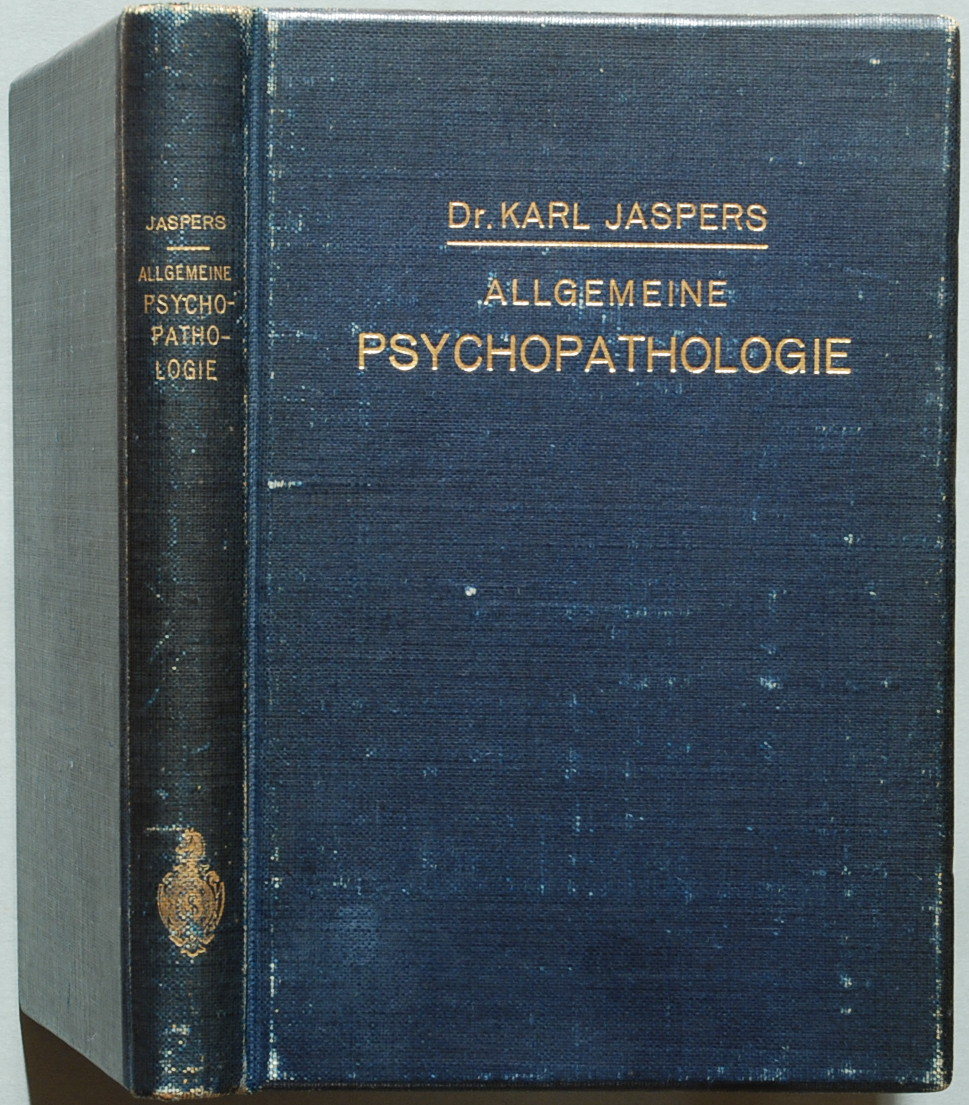
Karl Jaspers Allgemeine Psychopathologie (1913)

Karl Theodor Jaspers (wym. MAF: [kaʁl ˈjaspɐs], posłuchajⓘ; ur. 23 lutego 1883 w Oldenburgu, zm. 26 lutego 1969 w Bazylei) – niemiecki psychiatra i filozof, jeden z głównych przedstawicieli egzystencjalizmu.

## Życiorys
Urodził się w Oldenburgu w Dolnej Saksonii. Jego matka Henriette Tantzen (1862–1941) pochodziła z rodziny rolniczej, ojciec Carl Wilhelm (1850–1940) był prawnikiem. Choć Jaspers od młodych lat interesował się filozofią, zapewne pod wpływem ojca rozpoczął studia prawnicze. Wkrótce okazało się, że nie jest to kierunek, o którym marzył – w 1902 roku zaczął studiować medycynę. Studia medyczne ukończył w 1909 i rozpoczął pracę w szpitalu psychiatrycznym w Heidelbergu. Nie podobało mu się ówczesne podejście badawcze do chorób psychicznych – postanowił opracować własne metody badań w dziedzinie psychiatrii. W 1913 podjął tymczasową pracę jako wykładowca psychologii na uniwersytecie w Heidelbergu – okazało się jednak, iż pozostał tam na dobre i nigdy nie powrócił do praktyki klinicznej.
W wieku lat 40 Jaspers poświęcił się filozofii, rozwijając zagadnienia, którymi zajmował się jako psychiatra. W tej dziedzinie zyskał szerokie uznanie w Niemczech i całej Europie.

## Wkład w psychiatrię
Potoczne pojmowanie istoty chorób psychicznych budziło niezadowolenie Jaspersa. Zakwestionował w związku z tym zarówno kryteria diagnostyczne, jak i metody stosowane w psychiatrii klinicznej. W 1910 opublikował przełomową pracę dotyczącą paranoi i kwestii, czy wynika ona z cech osobowości, czy też jest skutkiem zmian biologicznych. Choć sama idea nie była nowa, wyjątkowa była tu metoda badawcza. Jaspers badał szczegółowo kilkoro pacjentów, biorąc pod uwagę detale biograficzne, a także notatki z wypowiedzi samych pacjentów na temat objawów ich choroby. Podejście to zostało określone jako metoda biograficzna i ma szerokie zastosowanie w nowoczesnej psychiatrii.
Jaspers wyraził swe poglądy na temat chorób psychicznych w dwutomowej książce Psychopatologia ogólna (Allgemeine Psychopathologie). Stała się ona klasyką literatury psychiatrycznej i wiele dzisiejszych metod diagnostycznych zrodziło się właśnie na jej bazie. Szczególnie istotne było przekonanie Jaspersa, że objawy (zwłaszcza psychozy) należy diagnozować na podstawie ich formy, a nie treści. Na przykład w diagnozowaniu halucynacji fakt doświadczania wrażeń wzrokowych przy braku wyjaśniających je bodźców zmysłowych (forma) jest ważniejszy od tego, co chory widzi (treść).
Uważał też, że podobnie należy diagnozować urojenia. Postawił tezę, że przekonanie o czymś nie powinno być uznane za urojenie w oparciu o swą treść, lecz o sposób, w jaki jest ono utrzymywane. Jaspers podzielił urojenia na pierwotne i wtórne. Pierwotne określił jako pojawiające się ni stąd, ni zowąd, niewytłumaczalne pod kątem normalnych procesów mentalnych. Wtórne – jako powstałe pod wpływem podłoża społecznego, aktualnej sytuacji, czy stanu psychiki. Urojenia pierwotne Jaspers klasyfikował jako niemożliwe do zrozumienia, gdyż uważał je za niezależne od żadnego spójnego procesu myślowego. Pogląd ten spotkał się z krytyką m.in. ze strony Ronalda Davida Lainga i Richarda Bentalla, według których takie podejście może doprowadzić terapeutę do przekonania, że skoro nie rozumie pacjenta, może złożyć to na karb urojeń pierwotnych, których dalsze badanie i tak będzie bezowocne.

## Wkład w filozofię i teologię
Jaspers jest kojarzony przede wszystkim z filozofią egzystencjalną. Częściowo z powodu oparcia na egzystencjalistycznych korzeniach wywiedzionych z myśli Nietzschego i Kierkegaarda, a częściowo przez wszechobecne w jego pracach pojęcie wolności jednostki.
W tomie 3 swej Filozofii (1932) Jaspers wyraził swój pogląd na historię filozofii i wprowadził główne wątki własne. Poczynając od nowoczesnej nauki i empiryzmu, podkreślił, że kwestionując rzeczywistość natrafiamy na granice nie do przejścia dla metod empirycznych (naukowych). W tym momencie jednostka staje przed wyborem: utonąć w rozpaczy i zrezygnować, czy wykonać krok opierający się na wierze, w kierunku tego, co Jaspers nazywa transcendencją. Podejmując takie działanie, jednostka zostaje skonfrontowana ze swą własną nieograniczoną wolnością i w rezultacie może doświadczyć autentycznej egzystencji.
Transcendencja (zestawiona z terminem ogarnianie (das Umgreifende), pojawiającym się w późniejszych pracach) jest dla Jaspersa tym, co istnieje ponad światem czasoprzestrzeni. Określenie przez Jaspersa transcendencji jako krańcowej nieobiektywności skłoniło niektórych filozofów do uznania go za monistę, choć on sam nieustannie podkreślał konieczność traktowania zarówno pojęcia subiektywizmu jak i obiektywizmu jako ważnych.
Choć odrzucał główne doktryny religijne, łącznie z pojęciem osobowego Boga, wywarł wpływ na współczesną teologię poprzez swą filozofię transcendencji i ograniczeń związanych z ludzkim doświadczeniem. Sam znajdował się pod silnym wpływem mistycznej tradycji chrześcijańskiej, szczególnie tej wyrażanej w poglądach Mikołaja z Kuzy i Mistrza Eckharta. Interesował się też filozofą Wschodu, zwłaszcza buddyzmem. Wdał się także w polemikę z Rudolfem Bultmannem, krytykując jego „demitologizację” chrześcijaństwa.
Jaspers pisał wiele na temat zagrożenia ludzkiej wolności przez nowoczesną naukę, ekonomię i instytucje polityczne. Podczas II wojny światowej zmuszony był do porzucenia posady wykładowcy, gdyż jego żona była Żydówką. Po wojnie wrócił na swe stanowisko, a w pracy Kwestia winy niemieckiej (1946, Die Schuldfrage) obarczył państwo niemieckie odpowiedzialnością za okrucieństwa hitlerowskiej III Rzeszy.
Filozofia Jaspersa często jest porównywana z poglądami współczesnego mu Martina Heideggera. Rzeczywiście, obaj zajmowali się badaniami bytu (Sein, którym to terminem Heidegger określał co prawda nie tyle „byt” (Seiendes), co „bycie”) oraz egzystencji (Existenz). Przez krótki czas przyjaźnili się, lecz więź między nimi osłabła – częściowo w wyniku powiązań Heideggera z partią nazistowską, ale także z powodu (prawdopodobnie nadmiernie uwydatnianych) różnic poglądów filozoficznych.
Najważniejsze dzieła Jaspersa są długie, szczegółowe i rozbudowane, jak na przykład systematyczne studium filozofii egzystencjalnej O prawdzie. W 1938 wydana została Filozofia egzystencji, wyjaśniająca m.in. termin „egzystencja” jako niedefiniowalne doświadczenie wolności i możliwości; doświadczenie stanowiące autentyczny byt jednostki, która jest świadoma „ogarniana” przez cierpienie, konflikt, winę, przypadkowość i śmierć.
Wpływ filozofii Jaspersa widoczny jest u dwóch głównych przedstawicieli fenomenologicznej hermeneutyki – Paula Ricoeura (studenta Jaspersa) i Hansa-Georga Gadamera (następcy Jaspersa na uniwersytecie w Heidelbergu).
Jaspers jako profesor filozofii uniwersytetu w Heidelbergu był oponentem Heinricha Rickerta, który piastował drugą katedrę filozofii.

## Odznaczenia
- 1964 – Order Pour le Mérite[5]

## Wybrane publikacje po polsku
- Filozofia egzystencji. Wybór pism
- O źródle i celu historii
- Autorytety: Sokrates, Budda, Konfucjusz, Jezus
- Kierkegaard
- Nietzsche. Wprowadzenie do rozumienia jego filozofii
- Rozum i egzystencja. Nietzsche a chrześcijaństwo
- Strindberg i Van Gogh. Próba analizy patograficznej z porównawczym przywołaniem Swedenborga i Hölderlina
- Wiara filozoficzna wobec objawienia
- Autobiografia
- Wprowadzenie do filozofii